# Herman Van der Slagmolen
Herman Van der Slagmolen (Asse, 31 oktober 1948) is een Belgisch voormalig professioneel wielrenner. Hij won geen enkele professionele koers.
Herman Van der Slagmolen is de broer van oud-wielrenner Marcel Van der Slagmolen en daarmee de oom van Kevin Van der Slagmolen.

## Grote rondes
| Jaar | Ronde van Italië | Ronde van Frankrijk | Ronde van Spanje |
| ---- | ---------------- | ------------------- | ---------------- |
| 1970 |                  |                     |                  |
| 1971 |                  |                     |                  |
| 1972 |                  | opgave              |                  |
| 1973 |                  |                     |                  |
| 1974 |                  |                     |                  |
| 1975 |                  |                     |                  |
| 1976 |                  | 54e                 |                  |
| 1977 |                  |                     |                  |
| 1978 |                  |                     |                  |
| 1979 |                  |                     |                  |